# Bohdan Łazuka
Bohdan Cezary Łazuka (ur. 31 października 1938 w Lublinie) – polski aktor teatralny, filmowy i głosowy, piosenkarz, artysta estradowy, prezenter telewizyjny i radiowy, konferansjer. Na przestrzeni lat zagrał w kilkudziesięciu filmach i spektaklach, często wcielając się w role charakterystyczne. Jako piosenkarz wykonywał przeboje międzywojenne, piosenkę liryczną i współczesne gatunki rozrywkowe.

## Życiorys

### Młodość i wykształcenie
Urodził się 31 października 1938 w Lublinie, jest jedynym dzieckiem swoich rodziców, Franciszka Łazuki (1908–1993) i jego żony Wandy z domu Loranc (1919–1994). Gdy miał trzy lata, jego rodzice się rozwiedli, a ojciec z kolejnego małżeństwa z Krystyną Nowicką miał córkę Elżbietę (ur. 1953). Dorastał w podlubelskiej Dąbrowicy, a po wojnie przeniósł się z matką do Lublina. W czasie nauki w siódmej klasie Szkoły Podstawowej nr 24 w Lublinie dołączył do Zespołu Pieśni i Tańca Ziemi Lubelskiej oraz zaczął uczęszczać na zajęcia aktorskie do Teatru Młodego Widza. Nie mogąc pogodzić nauki z zajęciami teatralnymi, porzucił szkołę i zapisał się do technikum budowlanego, jednak go nie ukończył. Jako nastolatek mieszkał też w Gdańsku i Katowicach, gdzie pracował w sortowni węgla przy tamtejszej kopalni. Startował w eliminacjach do grupy baletowej Państwowego Zespołu Pieśni i Tańca „Śląsk”, ale bez powodzenia. 
Pod koniec lat 50. uczył się w Państwowej Szkole Muzycznej I st. nr 4 im. Karola Kurpińskiego w Warszawie w klasie oboju, a kilka miesięcy później, za namową przyjaciół, zdawał do PWST w Warszawie, gdzie studiował aktorstwo dramatyczne. Uczył się u Ludwika Sempolińskiego i Kazimierza Rudzkiego. W 1961 ukończył studia aktorskie, występując w spektaklu dyplomowym Bal na Gnojnej i w roli Chudka w Wesołych kumoszkach z Windsoru.

### Kariera zawodowa

#### Lata 50. i 60. XX wieku
Będąc na drugim roku studiów, wystąpił w inscenizacji Żołnierza królowej Madagaskaru dla Teatru Polskiego Radia. Dla teatru wystąpił również w roli Papkina w Zemście. Na ekranie zadebiutował w 1958 rolą kelnera w filmie Jana Rybkowskiego Pan Anatol szuka miliona.
Po ukończeniu studiów w 1961 koncertował ze swoim programem objazdowym Bal na Gnojnej, powstałym na bazie jego spektaklu dyplomowego. W tym samym roku zadebiutował w Teatrze Współczesnym w Warszawie rolą Fiedotika w Trzech siostrach, a później występował jako Zapowiadacz w Karierze Arturo Ui i sługa Günther w Zamku w Szwecji. Również w 1961 zaczął grać w Kabarecie Szpak i dołączył do Kabaretu Starszych Panów, w którym zadebiutował rolą młodego Jeremiego Przybory w Niespodziewanym końcu lata i wylansował przebój „Przeklnę cię” wykonywany w duecie z Barbarą Krafftówną. Zaczął też występować w programie radiowym Podwieczorek przy mikrofonie i zagrał ze Stanisławem Dygatem w krótkometrażowym filmie dyplomowym Jerzego Skolimowskiego Pieniądze albo życie, a pod koniec roku premierę miał film Stanisława Możdżeńskiego Zuzanna i chłopcy, w którym zadebiutował jako aktor filmowy rolą Kazika. W 1962 wystąpił w roli dziennikarza radiowego w filmie Janusza Morgensterna Jutro premiera, stanowiącym satyrę na środowisko teatralne.
W 1963 na 1. Krajowym Festiwalu Piosenki Polskiej w Opolu otrzymał nagrodę indywidualną w kategorii piosenka popularna za wykonanie utworu „Dzisiaj, jutro, zawsze” oraz wyróżnienie za piosenki „Charleston” i „To było tak”. Niedługo po występie na festiwalu odszedł z Teatru Współczesnego i przeszedł do zespołu warszawskiej Syreny. Również w 1963 zagrał Miecia w filmie Stanisława Wohla Przygoda noworoczna u boku Zofii Kucówny. Po jednym sezonie w Syrenie przeszedł do stołecznej Komedii, gdzie 11 lipca debiutował w tytułowej roli w sztuce Billy kłamca, reżyserskim debiucie teatralnym Kazimierza Kutza.
W 1964 wystąpił w drugoplanowej roli w filmie Leonarda Buczkowskiego Przerwany lot, a jego kreacja pana młodego została doceniona przez krytyków. 23 listopada 1964 premierowo wystąpił z recitalem w Sali Kongresowej, a wydarzenie okazało się sukcesem frekwencyjnym i zebrał przychylne recenzje wśród krytyków. Do końca roku zagrał jeszcze 11 koncertów w Sali Kongresowej, za każdym razem przy pełnej widowni. Również w 1964 otrzymał Srebrną Maskę za zajęcie drugiego miejsca w plebiscycie popularności czytelników „Expressu Wieczornego”, a rok później zajął pierwsze miejsce w konkursie, dzięki czemu otrzymał Złotą Maskę. Na początku 1965 zagrał 12 koncertów w kawiarni „Nowy Świat” dla pełnej widowni, po czym odbył ogólnopolską trasę koncertową. W czerwcu wystąpił na 3. KFPP w Opolu, wykonując utwór „Życzenia dla pań” oraz – wyróżniony nagrodą w kategorii piosenka rozrywkowa – utwór „W siną dal” w duecie z Igą Cembrzyńską. Oprócz tego występował w cyklicznych programach telewizyjnych Jerzego Gruzy: Poznajmy się i Małżeństwo doskonałe. W latach 60. zagrał serię koncertów za granicą, m.in. w USA, Kanadzie, ZSRR, Wielkiej Brytanii, Francji, Rumunii, Szwecji, Izraelu i Czechosłowacji, a także przez dwa sezony współpracował z kabaretem „U Lopka” Kazimierza Krukowskiego. W 1966 wystąpił jako Edzio Siedlecki, jeden z głównych bohaterów komedii Krzysztofa Gruszczyńskiego Małżeństwo z rozsądku; zyskał dużą popularność dzięki wykonaniu w filmie piosenki „Miłość złe humory ma”, która stała się przebojem. W 1967 premierę miał film Jerzego Gruzy Próba poświęcony Łazuce. W tym samym roku wystąpił w głównej roli – Marka – w filmie Jana Rutkiewicza Kochajmy syrenki. W latach 1967–1973 występował z Jackiem Fedorowiczem i Piotrem Szczepanikiem w objazdowym programie estradowo-kabaretowym Popierajmy się. W listopadzie 1967 debiutował w roli Feliksa, głównego bohatera sztuki Jadzia wdowa wystawianej przez Zbigniewa Sawana na scenie Teatru Komedia. Wystąpił także w kolejnym filmie Stanisława Barei Przygoda z piosenką (1968) z Polą Raksą.

#### Lata 70. i 80. XX wieku

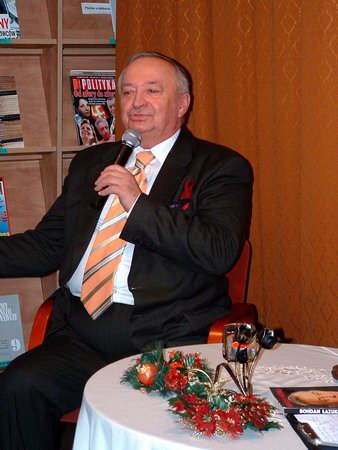
Bohdan Łazuka podczas spotkania autorskiego

W latach 70. występował w słuchowiskach radiowych: Na wyspach Hula-Gula, Serwus, jestem nerwus i Dzień dobry, jestem z Kobry. W 1971 zagrał pięć postaci – milicjanta, agenta wywiadu, działacza sportowego, uczestnika motocrossu i amanta – w Motodramie Andrzeja Konica. Wystąpił także w filmie Tadeusza Chmielewskiego Nie lubię poniedziałku (1971), a jego rola podpitego artysty, który wraca przez Warszawę do domu, trzymając się korby od samochodu, zapisała się w historii polskiej kinematografii. Również w 1971 odszedł z Teatru Komedia. W 1972 zagrał Lolka, głównego bohatera filmu Jacka Butrymowicza Kwiat paproci, którego rozpowszechnienie zostało zablokowane przez cenzurę, a jego premiera odbyła się dopiero w 2009. W 1974 został aktorem Teatru Rozmaitości, w którym zagrał m.in. w spektaklu Cień. W 1976 wystąpił w programie telewizyjnym Uczniowie Ludwika Sempolińskiego oraz zagrał homoseksualnego tancerza w filmie Jerzego Gruzy Motylem jestem, czyli romans 40-latka. W 1977 odszedł z Teatru Rozmaitości, rok później zadebiutował na scenie warszawskiego Kwadratu, po czym powrócił do Teatru Studio, w którym zagrał m.in. Dodka w sztuce Wielki Dodek, Josepha Fouchego w Madame Sâns-geńe i Ostapa Bendera w Dwunastu krzesłach, a także występował w spektaklach objazdowych – Seks i polityka i Śmiech na sali. Na przełomie lat 70. i 80. nawiązał współpracę z Tadeuszem Drozdą, z którym pracował przy satyrycznych programach telewizyjnych Łazuka & Co oraz Na parę.
W latach 80. ograniczył występowanie na ekranie na rzecz grania w teatrze, choć wystąpił m.in. w epizodycznej roli aktora i piosenkarza klubu „Oaza” w jednym odcinku serialu Kariera Nikodema Dyzmy (1980). W 1981 grał w szopce literacko-politycznej Warto byś wpadł przygotowanej na 35-lecie Teatru Syrena. W 1982 z okazji Piłkarskich Mistrzostw Świata w Hiszpanii wykonywał w telewizji piosenkę „Tajemnica Mundialu”. W 1988 zagrał samego siebie w Piłkarskim pokerze Janusza Zaorskiego. Na przełomie 1989 i 1990 odbywał trasę koncertową po Ameryce i Kanadzie, gdzie występował dla Polonii; wcześniej regularnie dał występy w USA. W 1992 po 14 latach pracy odszedł z Teatru Studio.

#### Lata 90. XX wieku i kariera od 2000
Pod koniec lat 90. prowadził na antenie Naszej TV Listę przebojów podwórkowych. W 1999 wydał książkę autobiograficzną pt. „...trzymam się!”, w której opisał przebieg swojej dotychczasowej kariery scenicznej. W 2000 odcisnął dłoń na Promenadzie Gwiazd podczas V Festiwalu Gwiazd w Międzyzdrojach. Powrócił także do regularnego występowania w filmach i serialach, m.in. zagrał szefa gangsterów w komedii Chłopaki nie płaczą, proboszcza w serialu Skarb sekretarza i nauczyciela tańca Rene w Domu, a także pojawił się w serialach Graczykowie i Sukces. W kolejnych latach zagrał też w serialach: Na Wspólnej, Świat według Kiepskich, Święta wojna, Tygrysy Europy, Lokatorzy, Daleko od noszy, Niania, Kryminalni, Faceci do wzięcia, Plebania, Ojciec Mateusz oraz Grzeszni i bogaci.
W 2001 wyreżyserował rewię Ktoś mnie pokochał wystawianą w Teatrze Muzycznym-Operetce Wrocławskiej. W 2003 prowadził Koncert życzeń na antenie radiowej Jedynki. W 2004 był jurorem na V Festiwalu Dobrego Humoru w Gdańsku. W 2006 zaczął występować w Mazowieckim Teatrze Muzycznym im. Jana Kiepury w Warszawie, m.in. w operetkach: Wesoła wdówka, Zemsta Nietoperza, Księżniczka czardasza i Hrabina Marica. W 2008 odebrał Nagrodę Specjalną Ministra Kultury i Dziedzictwa Narodowego za całokształt działalności artystycznej związanej z twórczością okresu 20-lecia międzywojennego. W 2009 był jednym z prelegentów na Akademii Sztuk Przepięknych podczas Przystanku Woodstock, na którym dodatkowo wystąpił w spektaklu Wesoła wdówka, a także zagrał tytułowego bohatera w teledysku do utworu „Dziadek” piosenkarki Etny. 
W 2010 premierę miała jego książka autobiograficzna „Przypuszczam, że wątpię”, będąca wywiadem rzeką udzielonego Karolinie Prewęckiej. W tym samym roku zagrał pijaczka w filmie Janusza Kondratiuka Milion dolarów. W 2013 wystąpił z piosenką „Jak to było naprawdę” w koncercie „Opole! Kocham Cię! – Gala Jubileuszowa” podczas 50. KFPP w Opolu. W listopadzie 2017 wydał album pt. Nocny Bohdan – Duety, którą promował singlem „Nocny Bohdan” nagranym z Maciejem Maleńczukiem i teledyskiem do piosenki „Między nami pokój” nagranej z Dodą. W 2018 był gościem programu Kuba Wojewódzki, przekazał część swoich pamiątek Muzeum Polskiej Piosenki w Opolu oraz wystąpił z piosenką „Tajemnica Mundialu” w koncercie „Przebój na Mundial” podczas 55. KFPP w Opolu, a 31 października życzenia urodzinowe listownie złożył mu prezydent RP Andrzej Duda. W 2019 został uhonorowany nagrodą za dotychczasową twórczość przez Stowarzyszenie Artystów Wykonawców Utworów Muzycznych i Słowno-Muzycznych. W roku 2018 wziął udział w nagraniu charytatywnego utworu „Pomaganie Jest Trendy” na zaproszenie rapera Gorzkiego, obok takich artystów jak: Jerzy Połomski, Krzysztof Krawczyk czy Andrzej Dąbrowski.
W grudniu 2024 odbył się benefis artysty zorganizowany przez Telewizję Polską. Oprócz bohatera uroczystości na scenie wystąpili, m.in. Wiesław Ochman, Grażyna Szapołowska, Anna Jurksztowicz i Wojciech Gąssowski, a na fortepianach akompaniowali Czesław Majewski i Janusz Tylman. 

## Życie prywatne
W okresie studiów był związany z aktorką Zofią Marcinkowską. Był czterokrotnie żonaty. W latach 60. ożenił się z aktorką Barbarą Wrzesińską, z którą rozwiódł się trzy miesiące po ślubie. Jego drugą żoną została tancerka Daniela Pacholczyk, z którą rozwiódł się po roku małżeństwa. Przez sześć lat był mężem tancerki Małgorzaty Viresco, z którą ma syna, Adama (ur. 1973). W 1980 poślubił modelkę i projektantkę mody Renatę Węglińską, z którą ma córkę, Olgę. Rozwiedli się w 2001, a w 2010 powtórnie wzięli ślub. Mieszka w Janinowie.
W 2010 roku deklarował, że był zwolennikiem Janusza Korwin-Mikkego.

## Filmografia
- 1958: Pan Anatol szuka miliona
- 1959: Pan Profesor (film dok.) – on sam
- 1961: Zuzanna i chłopcy
- 1962: Gangsterzy i filantropi
- 1962: Jutro premiera
- 1962: Pistolet typu „Walter P-38”
- 1963: Przygoda noworoczna
- 1964: Beata
- 1964: Przerwany lot
- 1964: Zakochani są między nami
- 1965: Kapitan Sowa na tropie – Ramon
- 1965: Wojna domowa (odc. 7) – jogin Korolczyk (odc. 15) – tancerz
- 1966: Kochajmy syrenki
- 1966: Małżeństwo z rozsądku – Edzio Siedlecki
- 1968: Przygoda z piosenką
- 1970: Dzięcioł
- 1971: Motodrama
- 1971: Nie lubię poniedziałku – on sam
- 1972: Kwiat paproci – Lolek Gajewski
- 1972: Poszukiwany, poszukiwana – inżynier
- 1973: Droga (odc. 3) – on sam
- 1973: Stawiam na Tolka Banana – operator, członek szajki „filmowców”
- 1974: Koncert
- 1974: Nie ma róży bez ognia – Francik (pasażer autobusu)
- 1975–1977: Czterdziestolatek (odc. 8) – pijany kierowca (odc. 18) – porucznik rezerwy
- 1976: Brunet wieczorową porą
- 1976: Motylem jestem, czyli romans 40-latka – tancerz homoseksualista
- 1978: Hallo Szpicbródka, czyli ostatni występ króla kasiarzy
- 1978: Próba ognia i wody
- 1980: Kariera Nikodema Dyzmy – piosenkarz i tancerz w „Oazie”
- 1982: Alicja
- 1988: Piłkarski poker
- 1998: Gosia i Małgosia
- 1998: Skarb sekretarza- ksiądz proboszcz
- 2000: Chłopaki nie płaczą – szef
- 2000: Dom – Maestro J. Rene (nauczyciel tańca)
- 2001: Graczykowie (odc. 47 Film) – on sam
- 2001: Świat według Kiepskich (odc. 100 100 lat) – wodzirej
- 2002: Jest sprawa...
- 2002: Król przedmieścia
- 2002: Święta wojna (odc. 136) – on sam
- 2003: Tygrysy Europy 2 – proboszcz Stanisław
- 2003–2004: Na Wspólnej – Lucjan Romani
- 2004: Daleko od noszy
- 2005: Lawstorant – pan Sylwek
- 2006: Faceci do wzięcia
- 2006: Kryminalni – 2 role: Stan Zabłocki; Mieczysław Pytlak (odc. 62)
- 2006: Niania (odc. 16 Nie będę Julią) – reżyser
- 2007: Ryś – Wąż
- 2007: Sąsiedzi (odc. 116 Dobra żona) – on sam
- 2007: Świat według Kiepskich (odc. 279 Niezastraszeni) – on sam
- 2008–2009: Ojciec Mateusz – sąsiad Romantowskich (odc. 3 i 13)
- 2009: Grzeszni i bogaci – Łiljam Forrester
- 2010: Milion dolarów – pijaczek
- 2019: Futro z misia – ksiądz
- 2023: Uwierz w Mikołaja — Zenon[96][97]

## Lektor
- 1962: Grand Wa (film dok.)

## Dyskografia
1. 1965: Bohdan trzymaj się – LP
2. 1967: Życzenia dla pań – LP
3. 1978: Nie ma wyjścia panowie – LP
4. 1989: Moja 50-tka – LP
5. 2017: Nocny Bohdan – Duety – LP[98]

### Piosenki
1. A jednak ja
2. A jednak Warszawianki (muz. R. Sielicki, sł. W. Patuszyński)
3. Ali Bej (muz. Ryszard Sielicki, sł. Adam Hosper)
4. Andriusza
5. Bal na Gnojnej
6. Ballada amerykańskiego żołnierza
7. Ballada o głupcach
8. Barcarola Paola
9. Bo to się zwykle tak zaczyna
10. Bohdan trzymaj się
11. Buba
12. Butterfly cha-cha
13. Bywają czasem takie dni
14. Coś mnie nosi
15. Dla mnie ty
16. Dzisiaj, jutro, zawsze (muz. W. Piętowski, sł. A. Tylczyński)[99]
17. Gdzie spotkamy się dziś
18. Ja się uwielbiam podobać publiczności
19. Jak to dziewczyna
20. Już taki jestem zimny drań
21. Kiedy znów zakwitną białe bzy
22. Ładny kram, jestem sam
23. Mała kobietko
24. Mały gigolo
25. Mężczyzna kulinarny
26. Mieszczańska dusza
27. Miłość złe humory ma (z Małżeństwa z rozsądku)
28. Natury mniej, kultury więcej
29. Naucz mnie kochać
30. Nie bądź taka Mona Liza
31. Nie można przestać kochać
32. Nikt nie wie, gdzie mnie szukać
33. Oczy czornyje
34. Odrobinę szczęścia w miłości
35. Parzyste rytmy
36. Piosenka o podrywaczach
37. Pod Twoim oknem
38. Powiatowy twist
39. Przeklnę cię
40. Przepraszam Cię
41. Ramona
42. Raz na ludowo (z Barbarą Rylską)
43. Rodzinne tango
44. Samotny mężczyzna
45. Szanujmy zieleń
46. Tajemnica Mundialu (z Alibabkami)
47. To było tak (aut. Jerzy Wasowski i Jeremi Przybora)
48. Trzy miłości
49. Tylko rozwód
50. Umówiłem się z nią na dziewiątą
51. Urzędnicy pana B.
52. W siną dal (z Igą Cembrzyńską)
53. Wakacje nie zawsze wesołe
54. Wiosną mi bądź
55. Żegnajcie uda pani Lali
56. Życzenia dla pań

## Polski dubbing

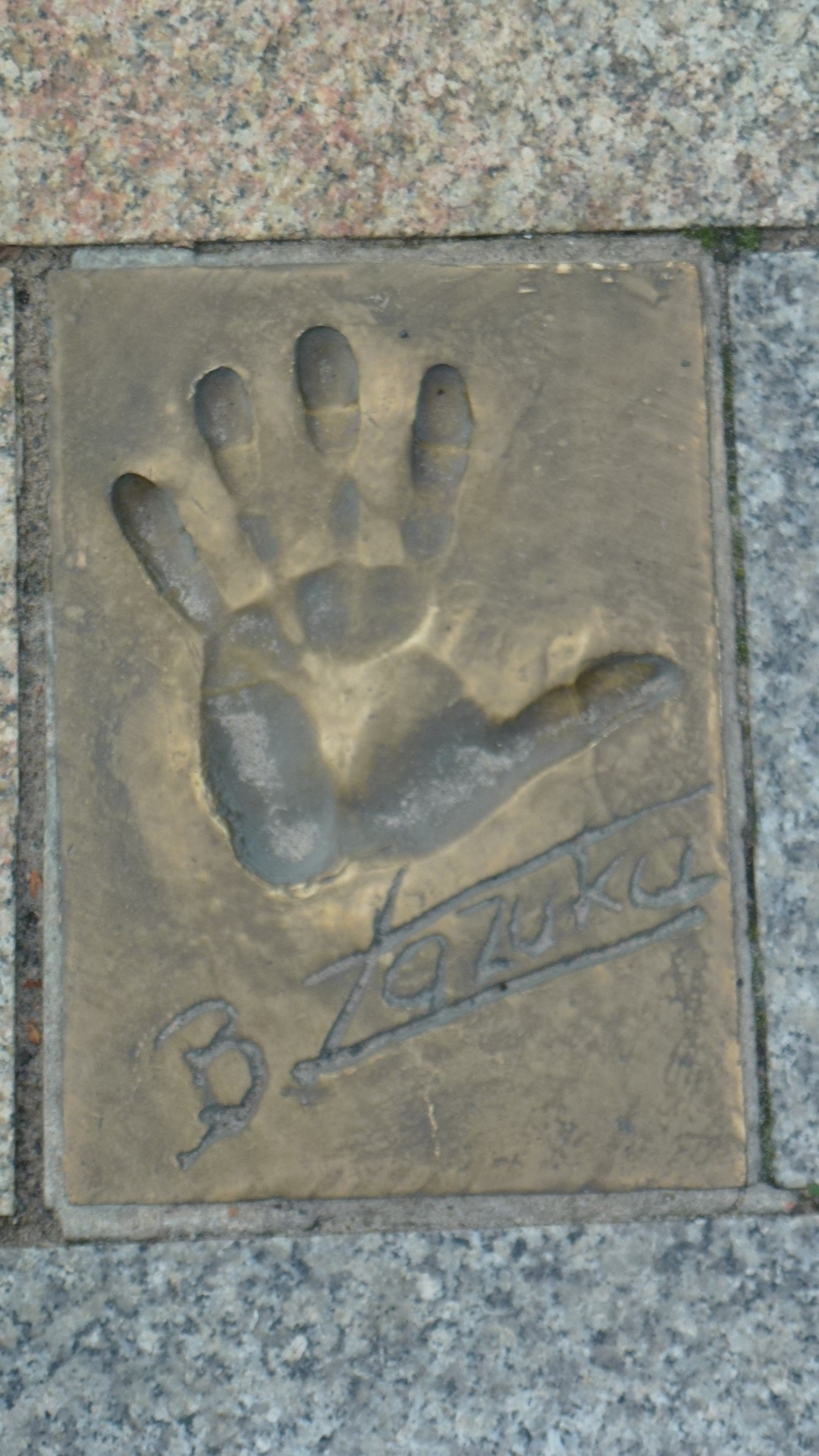
Odcisk dłoni w Alei Gwiazd w Międzyzdrojach

- 2005: Harry Potter i Czara Ognia – Barty Crouch
- 2005: Roboty – Madame Frezer
- 2008: Lissi na lodzie – Lokaj
- 2009: Esterhazy
- 2015: Sawa. Mały wielki bohater – Komar

## Nagrody i odznaczenia
- 1963: Nagroda Publiczności za wykonanie piosenki Dzisiaj jutro zawsze na I KFPP w Opolu oraz Wyróżnienie dla piosenki To było tak w jego wykonaniu
- 1965: Nagroda w kat. „Piosenka rozrywkowa” za wykonanie piosenki W siną dal na III KFPP w Opolu
- 1977: Srebrny Krzyż Zasługi
- 1979: Odznaka „Zasłużony Działacz Kultury”[100]
- 1985: Medal 40-lecia Polski Ludowej
- 1987: Złota Odznaka Honorowa Towarzystwa Polonia
- 1996: Nagroda Artystyczna Polskiej Estrady „Prometeusz” za wybitne osiągnięcia estradowe
- 2001: Krzyż Kawalerski Orderu Odrodzenia Polski[101]
- 2008: Nagroda Specjalna Ministra Kultury i Dziedzictwa Narodowego za całokształt działalności artystycznej związanej z twórczością okresu 20-lecia międzywojennego
- 2013: Złoty Medal „Zasłużony Kulturze Gloria Artis”
- 2025: Odznaka Honorowa „Zasłużony dla Mazowsza”[102][103]